# Sistema solar exterior
El sistema solar exterior es la parte del sistema solar que está a más de 5 ua de distancia del Sol, es decir, desde más allá del cinturón principal de asteroides, hasta la nube de Oort. Únicamente los cuatro planetas gigantes gaseosos —Júpiter, Saturno, Urano y Neptuno— con sus satélites y una serie de cuerpos menores presentes en esta zona formaban parte de él convencionalmente, pero en la actualidad también se incluyen objetos más allá de la órbita de Neptuno, como algunos planetas enanos (sobre todo Plutón, también considerado un planeta externo) y objetos transneptunianos, así como algunos cometas de periodo corto (como el cometa Halley).

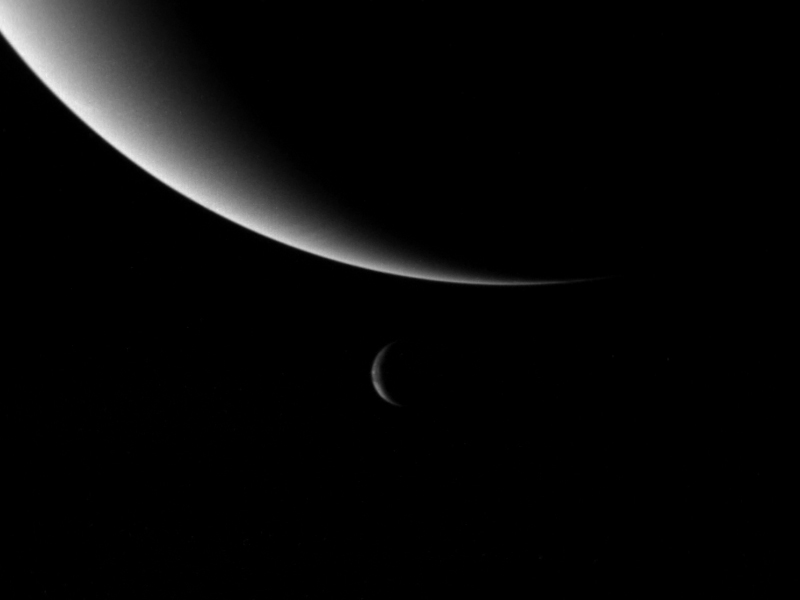
El planeta Neptuno y su luna Tritón fotografiados por la Voyager 2 durante su paso por el sistema solar exterior.

Debido a su mayor distancia del Sol, los objetos sólidos del sistema solar exterior contienen una mayor proporción de sustancias volátiles (como el agua, el amoníaco y el metano) que los cuerpos rocosos del sistema solar interior, ya que las temperaturas más frías hacen que estos compuestos permanezcan en estado sólido.

## Más allá de los gigantes gaseosos
Más allá de las órbitas de los gigantes gaseosos, el espacio está lleno de cuerpos que aún están bajo la jurisdicción del sistema solar. Estos incluyen planetas enanos, tales como Plutón, Sedna, Eris, Quaoar, Makemake, Varuṇa, Orcus y otros objetos que juntos describen la finalización de la imagen de todo el sistema.
Aquí se extiende el cinturón de Kuiper: un anillo toroidal justo más allá de la órbita de Plutón, compuesto principalmente de escombros y poblado por núcleos de cometas y asteroides compuestos principalmente de material helado; se extiende por una distancia que oscila entre 30 y 50 ua, y hay alrededor de 35 000 núcleos de hielo con un diámetro de incluso más de 100 km.
El disco disperso se superpone al cinturón de Kuiper, pero se extiende más allá del sistema solar. Se cree que esta región es la fuente de cometas de período corto. También se cree que los objetos en el disco disperso fueron empujados a órbitas irregulares por la influencia gravitacional de la migración inicial hacia el exterior de Neptuno. La mayoría de los objetos del disco disperso tienen su perihelio dentro del cinturón de Kuiper, pero su afelio puede estar tan cerca como 150 ua del Sol. Además, las órbitas de los objetos están muy inclinadas con respecto al plano de la eclíptica, a menudo incluso casi perpendiculares a él. Algunos astrónomos creen que el disco disperso es simplemente otra región del cinturón de Kuiper y describen estos cuerpos como "objetos dispersos del cinturón de Kuiper".
En cuanto finaliza el mencionado cinturón, comienza la nube de Oort cuya esfera envuelve todo el sistema solar; se cree que en él se ubican miles de millones de núcleos cometarios, restos congelados del material con el que se formaron los planetas. Estos cuerpos se extienden en un espacio de 1,5 años luz.